# Clementina (zarzuela)
Clementina, conocida popularmente pero erróneamente como La Clementina, es una zarzuela en dos actos con música de Luigi Boccherini sobre libreto en español de Ramón de la Cruz. Fue estrenada en el palacio de María Faustina Téllez-Girón, condesa-duquesa viuda de Benavente-Osuna a finales de 1786. Se trata de la única obra lírica que compuso Boccherini y que no ha tenido continuidad en el repertorio zarzuelístico u operístico habitual, a pesar de que a principios del siglo XXI se ha representado en varios teatros y festivales musicales, aprovechando un nuevo interés en el repertorio de la zarzuela barroca. Además de la interpretación privada del estreno, la única representación pública contemporánea que se conoce es la de Valencia, el 27 de enero de 1796 con repeticiones los días 28 y 29.

## Composición
De 1776 a 1786 Boccherini acompañó al exilio al Infante de España Luis de Borbón, alejado de la corte por su hermano, el rey Carlos III, primero a Olías del Rey y después, definitivamente a Arenas de San Pedro. Se inicia así uno de los periodos más productivos del músico italiano, sin contacto directo con los ambientes musicales, a pesar de que continuó manteniendo correspondencia con sus editores, colegas y mecenas extranjeros, entre ellos Joseph Haydn y Federico Guillermo II de Prusia.
En 1785 se sucedieron en poco tiempo la muerte de la primera mujer del compositor, Clementina Pelliccia, el 2 de abril, y el 7 de agosto la del infante Luis de Borbón. En 1786 el compositor se trasladó nuevamente a Madrid, en busca de un nuevo mecenas. En la capital del reino encontró una vida musical mucho más animada que en su exilio; con representaciones de ópera italiana en el Teatro del Príncipe y con el proyecto de reapertura del Teatro de los Caños del Peral, que estaba prevista para enero de 1787, además de los diferentes teatros dedicados a zarzuela.
A partir de marzo de 1786, Boccherini entró al servicio de María Faustina Téllez-Girón, condesa-duquesa viuda de Benavente-Osuna, como compositor y músico de cámara (director de una pequeña orquesta) y como tutor musical de la hija de la condesa, María Josefa Alonso Pimentel, la famosa duquesa de Benavente retratada por Francisco de Goya. La duquesa viuda era una dama culta, de fuerte carácter y amante de las artes, que ya había mantenido correspondencia y había establecido un importante contrato con Joseph Haydn, para que le suministrase desde Viena un cierto número de obras.
Uno de los primeros encargos de la duquesa fue una zarzuela, que sería destinada a un público selecto y privado, habitual de las recepciones de la condesa en su residencia. La condesa impuso el libretista, Ramón de la Cruz, así como el número de personajes y seleccionó los intérpretes entre su familia y amigos.

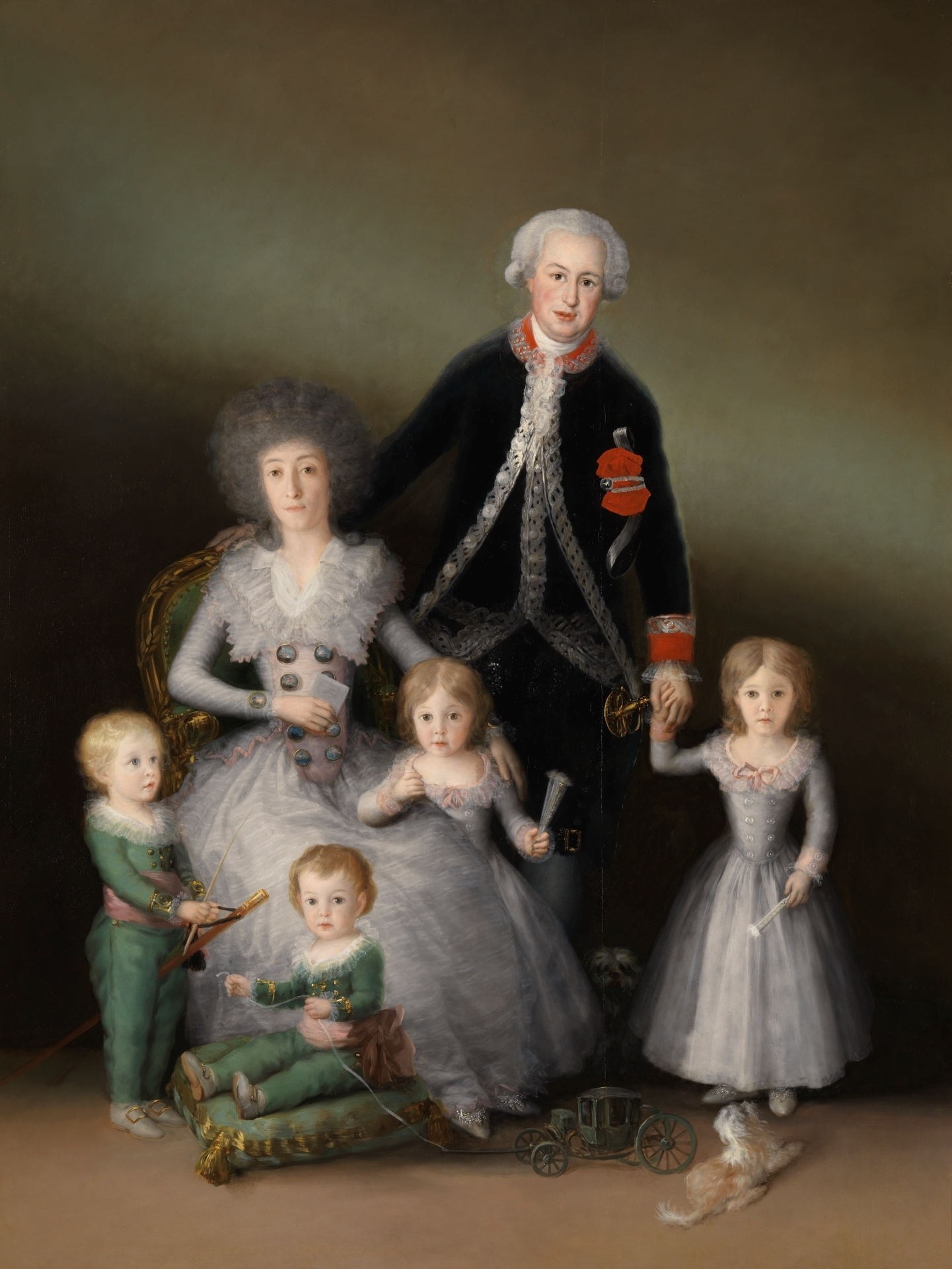
Retrato de los condes de Benavente con sus hijos, de Francisco de Goya, Museo del Prado. En este retrato de Goya aparece la mecenas de Boccherini, María Faustina Téllez-Girón, condesa viuda de Benavente, con su marido e hijos. La condesa encargó a Boccherini la composición de la zarzuela para ser representada en privado en el teatro de su residencia.

Según Ramón de la Cruz, el estreno de Clementina tuvo lugar:

[...] en el teatro de la Excelentísima Señora Duquesa viuda de Benavente, por orden de la cual fue escrita en el plazo de un mes [...] la magnificencia de dicha Señora Excelentísima en sus espectáculos y la numerosa concurrencia a estas de todo el cuerpo más ilustrado, más elevado y más instruido, nacional y extranjero, que da lustre a la ciudad, son hechos bien notorios, pero lo son menos las reacciones favrables que en general recibió La Clementina entre tanta gente de excepción. No puede negar su autor cuanto le han loado todos aquellos y cuantos aplausos recibißo, los cuales con más justicia mereció la música del señor Maestro Boccherini.

## Personajes
| Papel                                                        | Registro vocal | Reparto del estreno cast (Director: - ) |
| ------------------------------------------------------------ | -------------- | --------------------------------------- |
| Don Clemente, caballero viudo y muy rico                     | papel hablado  |                                         |
| Doña Clementina, supuesta hija de Don Clemente               | soprano        |                                         |
| Doña Narcisa, hija de Don Clemente, más joven que Clementina | soprano        |                                         |
| Doña Damiana, tutor de Clementina y Narcisa                  | mezzo-soprano  |                                         |
| Don Urbano, caballero portugués, pretendiente de Clementina  | tenor          |                                         |
| Marqués de la Ballesta, pretendiente de Narcisa              | papel hablado  |                                         |
| Don Lazzaro, profesor de música                              | barítono       |                                         |
| Cristeta, criada                                             | soprano        |                                         |
| Paje                                                         | papel hablado  |                                         |

## Sinopsis
Las hijas de Don Clemente, Clementina y Narcisa, son cortejadas respectivamente por Don Urbano y el marqués de la Ballesta, pero no aceptan las propuestas matrimoniales de sus pretendientes. Don Clemente revela que Clementina no es hija natural, sino que fue adoptada cuando era una niña pequeña. Poco a poco, Don Urbano se da cuenta de que Clementina es su hermana, de la que se había perdido todo rastro y a la que ha estado buscando durante mucho tiempo. La obra termina con las bodas de Don Urbano con Narcisa, del marqués con Clementina, y de Don Lazzaro con Cristeta.

## Orquesta y estructura
Clementina tiene partitura para los siguientes instrumentos:
2 flautas, 2 oboes, 2 fagotes, 2 trompas, sección de cuerdas.
Clementina incluye una obertura, 12 arias, 2 recitativos obbligato y 6 conjuntos, además de los diálogos.

## Música
Compuesta por Boccherini en un breve plazo, quizás en menos de un mes, Clementina, como las zarzuelas convencionales, alterna las partes habladas y cantadas. La música es alegre y cómica, de acuerdo con el tema, pero con incursiones en el patetismo cuando se describe el amor no correspondido.
La obra cuenta con una obertura en re mayor que recuerda la sinfonía Op. 21 del mismo compositor. El material musical de la obertura no tiene ninguna relación con el resto de la obra.

## Grabaciones
- NUOVA ERA. Ugo Benelli, Fernando Corena, Elena Rizzieri, Maria-Grazia Ferraccini, Luciana Ticinelli, Karla Schean. Ensemble de la Radiotelevisión de la Suiza Italiana y Coro. Dir.: Angelo Ephrikian. (versión con el libreto traducido al italiano)
- MÚSICA ANTIGUA ARANJUEZ. World Premiere Recording Original Version. María Hinojosa, Sonia de Munck, Marta Rodrigo, Elena Rivero, David Alegret, Toni Marsol. Actores: Ángel Amorós, Javier Ortiz. Dirección musical. Pablo Heras-Casado. La Compañía del Príncipe (2009).

## Otras versiones
El compositor húngaro Jan Josef Rösler (1775-1812) también compuso una ópera con el mismo nombre Clementina.